# Лафейетт (округ, Висконсин)
Округ Лафейетт (англ. Lafayette County) располагается в штате Висконсин, США. Официально образован в 1846 году. По состоянию на 2010 год, численность населения составляла 16 836 человек.

## География
По данным Бюро переписи США, общая площадь округа равняется 1644,652 км2, из которых 1642,062 км2 суша и 2,590 км2 или 0,200 % это водоемы.

## Население
По данным переписи населения 2000 года в округе проживает 16 137 жителей в составе 6 211 домашних хозяйств и 4 378 семей. Плотность населения составляет 10,00 человек на км2. На территории округа насчитывается 6 674 жилых строений, при плотности застройки около 4,00-х строений на км2. Расовый состав населения: белые — 99,03 %, афроамериканцы — 0,11 %, коренные американцы (индейцы) — 0,11 %, азиаты — 0,22 %, гавайцы — 0,04 %, представители других рас — 0,14 %, представители двух или более рас — 0,35 %. Испаноязычные составляли 0,57 % населения независимо от расы.
В составе 33,30 % из общего числа домашних хозяйств проживают дети в возрасте до 18 лет, 59,00 % домашних хозяйств представляют собой супружеские пары проживающие вместе, 7,60 % домашних хозяйств представляют собой одиноких женщин без супруга, 29,50 % домашних хозяйств не имеют отношения к семьям, 25,40 % домашних хозяйств состоят из одного человека, 13,10 % домашних хозяйств состоят из престарелых (65 лет и старше), проживающих в одиночестве. Средний размер домашнего хозяйства составляет 2,57 человека, и средний размер семьи 3,10 человека.
Возрастной состав округа: 27,20 % моложе 18 лет, 7,60 % от 18 до 24, 27,20 % от 25 до 44, 22,10 % от 45 до 64 и 22,10 % от 65 и старше. Средний возраст жителя округа 38 лет. На каждые 100 женщин приходится 99,80 мужчин. На каждые 100 женщин старше 18 лет приходится 98,00 мужчин.